# Альфред Ян
Альфред Ян (пол. Alfred Jahn; 25 квітня 1915, Клепарів, нині в межах Львова — 1 квітня 1999, Вроцлав) — польський географ, геоморфолог і полярний дослідник німецького походження, автор понад 350 наукових праць. Ректор Вроцлавського університету.

## Біографія
Альфред Ян народився 25 квітня 1915 року в передмісті Львова (Клепарів). Навчався у п'ятій львівській гімназії ім. Станіслава Жолкевського, яку у 20-30-ті роки ХХ ст. називали «пролетарською» і яка була розміщена на межі трьох тодішніх передмість: Клепарова, Замарстинова і Знесіння (на теперішній вулиці Кушевича, 5). Серед учнів — 2/3 євреї, третина — поляки й українці.
Після закінчення гімназії (1933) поступив у Львівський університет ім. Яна Казимира, в Інститут географії. Його керівником, аж до захисту докторської дисертації (1939), був професор Август Ціргофер, який 1933 р. став директором інституту, після виходу на пенсію професора Е. Ромера.
Під час навчання захопився геоморфологією. Навчався у таких відомих геоморфологів, як Є. Ромер, А. Ціргофер, Ю. Чижевський, А. Маліцький, М. Орліч, професор В. Роґаля, З. Вейберг, Ю. Токарський. Займався науковими дослідженнями на Поділлі, зокрема на Гологоро-Кременецькому кряжі. У 1937 році закінчив університет і став асистентом в географічному інституті.
У тому ж році він взяв участь у Першій польській експедиції по Західній Гренландії, організованій Олександром Кошибою (пол. Aleksander Kosiba), яка надала йому достатньо матеріалу для створення докторської дисертації. І у Львові в 1939 році, захистивши дисертацію на тему «Дослідження структури і температури ґрунту у Західній Гренландії», Альфред Ян став наймолодшим доктором географії на той час.
У роки німецької окупації (1941—1944) університет було закрито, і д-р Альфред Ян годував вошей у біологічному інституті професора Рудольфа Вейгля, який вивчав проблеми тифозних захворювань.
У 1945—1949 рр. Альфред Ян працює в університеті Марії Склодовської-Кюрі в Любліні. З 1949 року Альфред Ян — завідувач кафедри фізичної географії, а потім геоморфології у Вроцлавському університеті. У 1952—1954 рр. виконує обов'язки продекана відділу природничих наук; 1958—1968 рр. — директор Інституту географії; 1959—1962 рр. — проректор; 1962—1968 рр. — ректор Вроцлавського університету.
На посаді ректора у березні 1968 року підтримав політичний страйк студентів університету, піддавши себе репресіям з боку комуністичної влади. У цьому ж році був учасником Міжнародного географічного конгресу в Делі, як президент геоморфологічної комісії. Крім того, брав участь у багатьох міжнародних конгресах і конференціях як фахівець із крайових утворень материкових зледенінь. З 1971—1975 він обіймав пост президента польського Географічного товариства. Також Альфред Ян був ініціатором акції передачі Рацлавської панорами до Вроцлава.
Помер 1 квітня 1999 року. Похований на цвинтарі Св. Лаврентія у Вроцлаві.
Альфред Ян почесний доктор Вроцлавського університету (1985), Марія Склодовської-Кюрі в Любліні (1985), Університету Адама Міцкевича в Познані (1990) та Івана Франка у Львові (1999).

## Праці
Книги:
- A. Jahn, 1956: Wyżyna lubelska. (Люблінські височини)
- A. Jahn, 1966: Alaska. (Аляска)
- A. Jahn, 1970: Zagadnienia strefy peryglacjalnej. (Забруднення перігляціальної зони)
- A. Jahn, 1971: Lód i zlodowacenia. (Лід та зледеніння)
- A. Jahn, 1975: Problems of the periglacial zone. (Проблеми перігляціальної зони)

Наукові статті:
- A. Jahn, 1980: Główne cechy i wiek rzeźby Sudetów.

Інші публікації:
- A. Jahn, 1991: Z Kleparowa w świat szeroki. (autobiografia). (З Клепарова у широкий світ (автобіографія))

Редактор монографій:
- A. Jahn (red.), 1985: Karkonosze polskie. Zakład Narodowy im. Ossolińskich (nie był autorem żadnego z rozdziałów)
- A. Jahn, S. Kozłowski, T. Wiszniewska (red.), 1989: Jaskinia Niedźwiedzia w Kletnie. Zakład Narodowy im. Ossolińskich (nie był autorem żadnego z rozdziałów).